# ダーラマラン

クーリンガイ・チェイス国立公園にあるダラマランの彫刻画

ダラマラン（英語:Daramulum, アボリジニの言葉で「一本足」 の意）とは、オーストラリア南東部のアボリジニのウィラジュリ (Wiradjuri) 、カミラロイ (Kamilaroi) 、エオラ (Eora) 、ダーキンジャン (Darkinjung) 、クーリンガイ (Kuringgai) などの部族に伝わる神話に登場する神的存在で、バイアメ (Baiame) という神と、彼の妻であるエミューのビラングヌル (Birrahgnooloo) の息子である。
彼はしばしばシドニーの岩盤彫刻画 (Sydney rock engravings) に、隻腕、エミューのような（つまり、臀部が尖っている）背中、棍棒のような足をもった姿で描かれている。彼はしばしばエミューのように見えるが、これは彼のトーテムがエミューであることを示しているのか、あるいは彼の先祖がエミューであることに関係しているのかもしれない。彼は自身の姿を大きな巨人から小さな動物や鳥にまで変えることができる。
彼の声は、うなり板 (bullroarer) 、通過儀礼の儀式に用いられる楽器で、空中で振り回して音を出す）が鳴る中でも聞くことができた。彼は奥地の木、特に木の幹にみられる節 (burls) や成長点 (growths) に住み、儀式の時にだけそこを離れた。うなり板がその役割を果たせるようにするためには、うなり板を彼の魂が宿る木から切り出さなければならない。